# 1357 Khama
1357 Khama è un asteroide della fascia principale del diametro medio di circa 50,16 km. Scoperto nel 1935, presenta un'orbita caratterizzata da un semiasse maggiore pari a 3,1786067 UA e da un'eccentricità di 0,1612687, inclinata di 14,00032° rispetto all'eclittica.
Il nome si riferisce a Khama III, sovrano dei Bamangwato, una tribù del Botswana.